# El Llibre del Senyor Shang
El Llibre del Senyor Shang (Shang chün shu, Shangjunshu, o col·loquialment Shangzi; 商君書) va ser una obra legalista primerencaatribuïda a l'epònim Senyor Shang. És una obra fundacional d'una tradició filosòfica sencera: ""El Llibre del Senyor Shang ensenya que les lleis estan dissenyades per a mantenir l'estabilitat de l'estat respecte la gent, la qual és de forma innata egoista i ignorant. No existeix res com la bondat o la virtut; així doncs, l'obediència és de cabdal importància." El filòsof va exposar en el seu llibre que és explícitament anticonfucià.